# 101. pehotni polk (Avstro-Ogrska)
Za druge 101. polke glejte 101. polk.
101. pehotni polk (nemško Infanterie-Regiment Nr. 101) je bil pehotni polk avstro-ogrske skupne vojske.

## Poimenovanje
- Ungarisches Infanterie Regiment »von Drathschmidt« Nr. 101
- Infanterie Regiment Nr. 101 (1915 - 1918)

## Zgodovina
Polk je bil ustanovljen leta 1883. 

### Prva svetovna vojna
Polkovna narodnostna sestava leta 1914 je bila sledeča: 84% Madžarov in 16% drugih. Naborni okraj polka je bil v Békéscsabi, pri čemer so bile polkovne enote garnizirane sledeče: Oradea (štab, I. in IV. bataljon), Trebinje (II. bataljon) in Békéscsaba (III. bataljon).
V sklopu t. i. Conradovih reform leta 1918 (od junija naprej) je bilo znižano število polkovnih bataljonov na 3.

## Organizacija
1918 (po reformi)
- 1. bataljon
- 3. bataljon
- 4. bataljon

## Poveljniki polka
- 1908: Anton Bellmond von Adlerhorst[5]
- 1914: Konrad Grallert[1]